# 金山蹦火仔
蹦火仔，又稱磺火捕魚或桸仔船(hia-á-tsûn)，指台灣漁民在夜間利用光源捕魚的傳統文化，因製造火燄時會產生「蹦」的聲響而得名，在金山本地俗稱「桸仔船」。這項技術在2015年登錄為新北市文化資產。全台僅剩新北市金山區的磺港漁港保有此傳統捕魚法，且截至2025年，使用此魚法捕撈的船隻僅剩一艘。
早期由4到5人搭乘竹筏或木造船，持火炬誘捕魚群。演變至今，一艘船上通常7到8人一組，各司其職。漁民利用電石（當地俗稱磺石）加水產生乙炔氣體，並在「蹦」的一聲下瞬間點燃火炬，此時，具有趨光性的青鱗魚受光吸引大量跳出水面，漁民以叉手網撈捕跳躍起來的青鱗魚。